# Cottonport
Cottonport es un pueblo ubicado en la parroquia de Avoyelles en el estado estadounidense de Luisiana. En el Censo de 2010 tenía una población de 2006 habitantes y una densidad poblacional de 386,29 personas por km².

## Geografía
Cottonport se encuentra ubicado en las coordenadas 30°59′21″N 92°3′3″O / 30.98917, -92.05083. Según la Oficina del Censo de los Estados Unidos, Cottonport tiene una superficie total de 5.19 km², de la cual 5.19 km² corresponden a tierra firme y (0%) 0 km² es agua.

## Demografía
Según el censo de 2010, había 2006 personas residiendo en Cottonport. La densidad de población era de 386,29 hab./km². De los 2006 habitantes, Cottonport estaba compuesto por el 44.87% blancos, el 52.84% eran afroamericanos, el 0.35% eran amerindios, el 0.5% eran asiáticos, el 0% eran isleños del Pacífico, el 0.4% eran de otras razas y el 1.05% pertenecían a dos o más razas. Del total de la población el 0.9% eran hispanos o latinos de cualquier raza.